# Gabriele Malaspina (marchese di Verrucola)
Gabriele Malaspina (Verrucola, ... – 1289) è stato un politico italiano.

## Biografia
Era figlio d'Isnardo I Malaspina (?-giugno 1275), marchese di Verrucola, e di Cubitosa d'Este, a sua volta figlia di Azzo VII d'Este e di Giovanna di Puglia.
Fu investito nel 1269 dal vescovo di Luni, assieme allo zio Alberto e ai cugini, di alcune terre tra le quali Verrucola, Fivizzano, Olivola, Massa, Monzone, Fosdinovo, al tempo governata dai "Nobili di Fosdinovo".
Morì nel 1289 e gli succedette il figlio Spinetta.

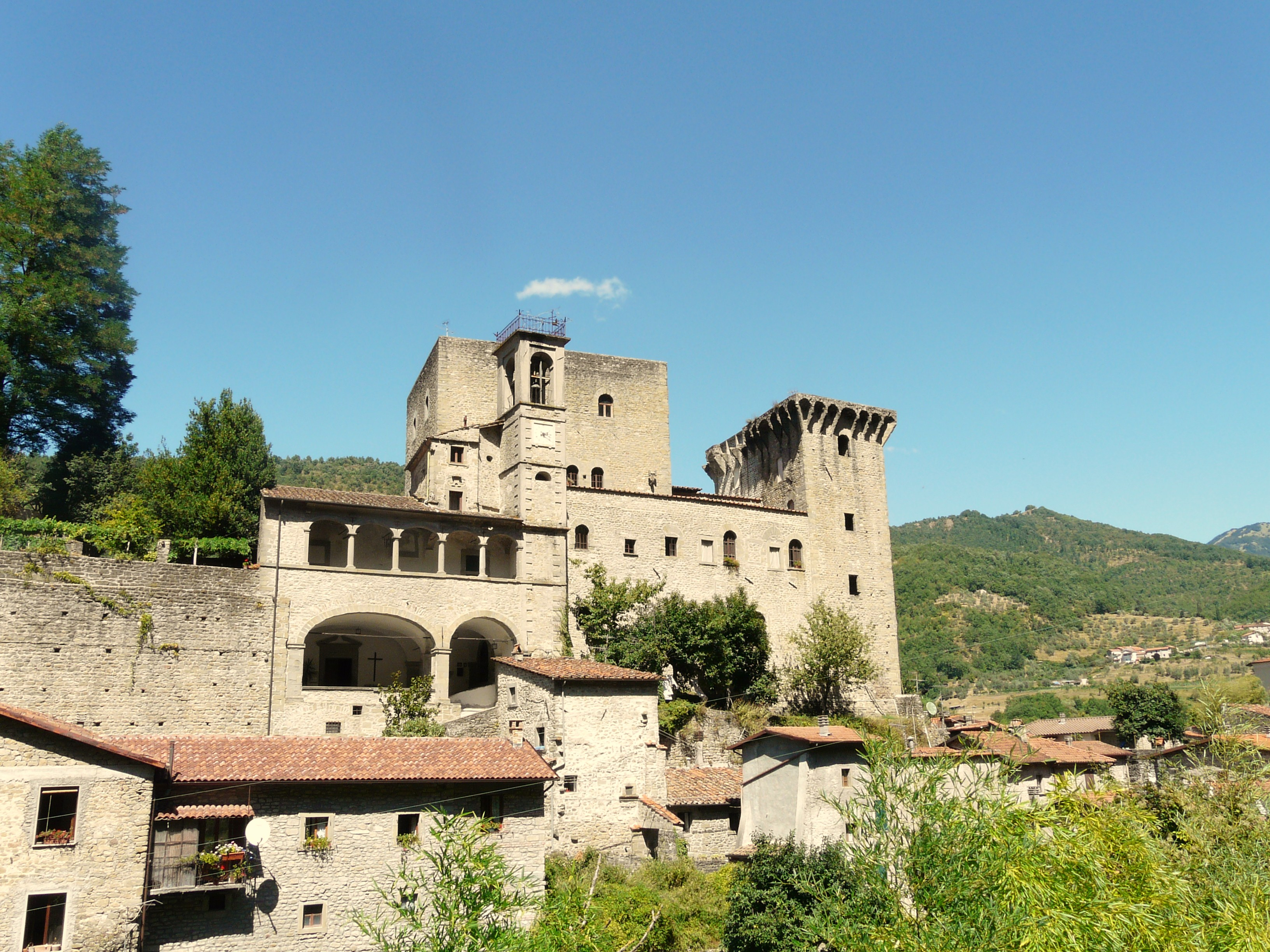
La fortezza della Verrucola

## Discendenza
Gabriele Malaspina ebbe sette figli:
- Spinetta (1282-1352) "Il Grande", condottiero e capostipite dei marchesi di Fosdinovo[1]
- Visconte[1]
- Isnardo II,[1] marchese di Verrucola, sposato a Angelica, ebbe: 
  - Niccolò (?-1416), marchese di Verrucola,[1] sposato, ebbe: 
    - Bartolomeo (?-1418),[1] marchese di Verrucola, sposato a Margherita Anguissola, assassinati dal cugino Leonardo Malaspina, ebbe: 
      - Giovanna,[1] sposata il 1418 a Antonio Alberigo Malaspina (?-1445), marchese di Massa e di Fosdinovo
      - Spinetta (?-1475),[1] sposato a Lodovica Contrari (Ferrara ? -?), figlia di Uguccione Contrari[1] e di sua moglie Giacoma di Schivazappi, ebbe: 
        - Antonio,[1] sposata
        - Giacoma,[1] sposata
        - Antonia, figlia naturale, sposata il 1455 a Polidoro Sforza[1] (?-10 marzo 1475), protonotario apostolico

    - Apollonia,[1] figlia naturale, sposata a Sarzana ca. 1440 con Cesare Buonaparte[1] (?-prima 1475), nobile di Sarzana,[2] notaio, anziano del comune di Sarzana nel 1464; figlio di Giovanni Buonaparte[2] (?-dopo 1404), nobile di Sarzana, notaio,[2] sposato a Sarzana il 24 aprile 1397, Isabella Calandrini,[2] figlia di Federico Calandrini, uffiziale dell'antica Porta San Donato di Lucca, e di sua moglie Maddalena di Ettore Griffi, nipote paterno di Nicolosio Buonaparte (?-Sarzana, 1395), nobile di Sarzana, notaio, pronipote di Giacopo detto "Giacopuccio" Buonaparte (- dopo 1338), nobile di Sarzana, notaio e giudice, pronipote di Giovanni Buonaparte (?-dopo 1305), nobile di Sarzana, notaio, e della sua prima moglie, sposato la prima volta il 1293, Vita, figlia di Pasqualino e di sua moglie, sposato la seconda volta Giovanna Sacchetti, figlia di Filippino Sacchetti e di sua moglie, pronipote di Guglielmo di Gianfaldo detto "Buonaparte", nobile di Sarzana, notaio, visse a Firenze, floruit 1306, e nipote di Gianfaldo, nobile di Sarzana, borghese di Sarzana, nella parte orientale della Repubblica di Genova, e di sua moglie Imelda de Nerli, figlia di Ugolino de Nerli e di sa moglie; ebbe un figlio: 
      - Giovanni Buonaparte (?-1501),[2] nobile di Sarzana, intendente del governatore genovese di Bastia in Corsica il 1480, sposato, ebbe un figlio:
        - Francesco "il Mauro" Buonaparte (?-Genova, dopo 17 settembre 1540), nobile di Sarzana, mercenario (arbalcone di cavallo) nell'esercito dell'ufficio di San Giorgio, trasferito in Corsica nel 1490 e nel 1514, sposato a Ajaccio il 1491 Caterina da Castelletto, figlia di Guido da Castelletto, nobile di Pietrasanta, cancelliere dell'ufficio di San Giorgio in Corsica, e di sua moglie ... di Barnabò Cuneo, ebbe discendenza
- Taddea[1]
- Azzolino (?-ca. 1327),[1] sposato la prima volta a Giovanna Cagnoli e ebbe due figli e sposato a seconda volta ... e ebbe una figlia e un figlio: 
  - Galeotto (?-1365), marchese di Massa[3]
  - Guglielmo,[3] sposato a Giovanna Nogarola (Verona -), ebbe: 
    - Taddea,[3] sposata a Obizzino Malaspina, marchese di Filattiera e Godiasco

  - Isabella, sposata a Paolo Pico (?-1354)[3]
  - Gabriele Malaspina, religioso e vescovo di Luni[3]
- N.N. detto "Andriolo" o "il Bastardo di Verrucola", figlio naturale, partecipò a Verona all'assassinio di Cangrande II della Scala nel 1359[1]
- N.N., figlio naturale.[1]